# گرگور یاشویلی
گرگور یاشویلی ( فرانسوی: Grégoire Yachvili‎؛ زادهٔ ۳۰ مهٔ ۱۹۷۷) بازیکن راگبی ۱۵ نفره بازنشسته و مربی راگبی ۱۵ نفره کنونی ارمنی‌تبار اهل فرانسه است.

## تیم ملی
وی همچنین در تیم ملی راگبی ۱۵ نفره گرجستان بازی کرده‌است.

## زندگی شخصی
وی در ۳۰ مه ۱۹۷۷ در بریو-لا-گیارد از پدری گرجی و مادری ارمنی به دنیا آمد . دیمیتری یاشویلی برادر وی می‌باشد